# 三木げんきまつり
三木げんきまつり（みきげんきまつり）は兵庫県三木市で開催される祭りである。東北地方太平洋沖地震（東日本大震災）による景気低迷、三木市の地場産業である金物の生産量の低下と地球温暖化による山田錦の不作によって閑散している当地を活性することを目的として2011年に始められた。

## 開催概要

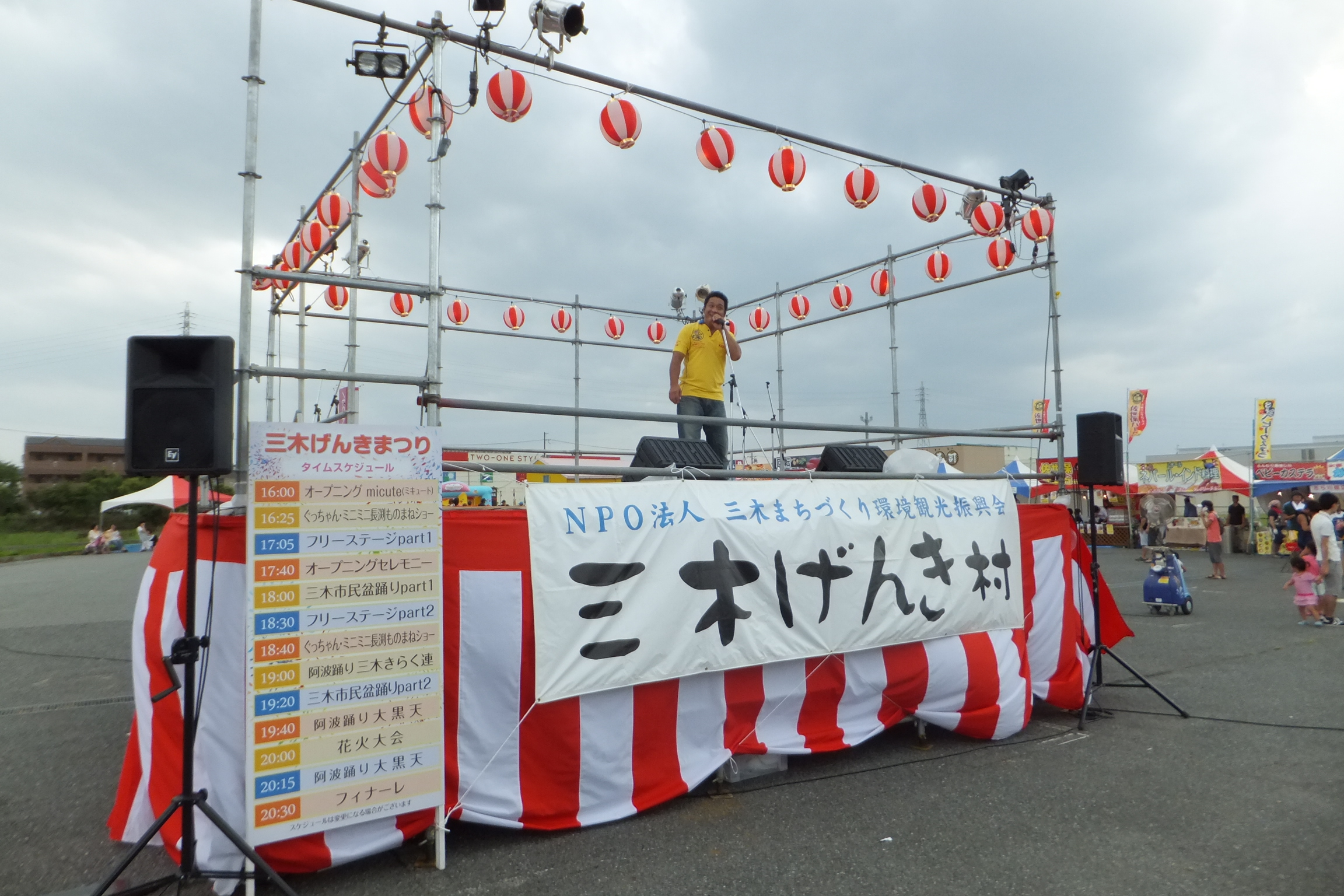
舞台会場

### 2011年
- 2011年8月27日に開催し、16時から20時まで三木市役所前駐車場三木市民大盆踊り大会と同時開催した。真正ジムによるデモンストレーション・阿波踊り・花火大会が行われた。[2]

### 2013年
- 2013年8月31日に開催し、13時から20時30分までイオン三木店で開催した。[3]

### 2014年
- 三木市制60周年記念事業の一環として2014年8月30日に開催し、13時から21時までイオン三木店で開催した。[4]

### 開催中止時の対応
- 当日の10時にエフエム三木で報告される。